# Edeniet

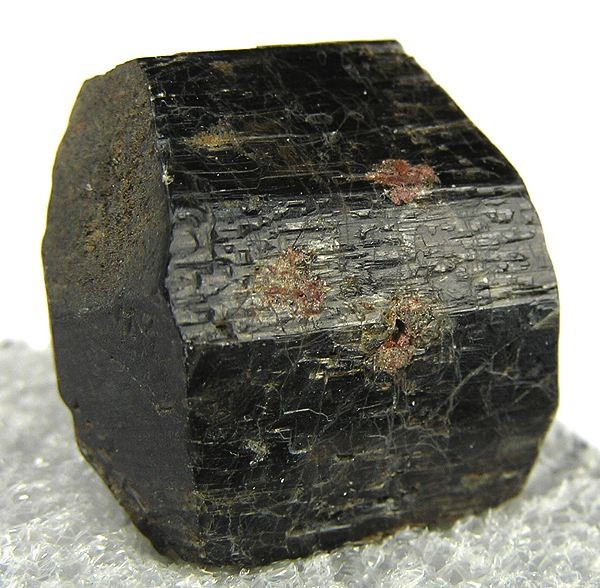

Het mineraal edeniet is een natrium-calcium-magnesium-aluminium-inosilicaat met de chemische formule NaCa2Mg5Si7AlO22(OH)2. Het behoort tot de amfibolen.

## Eigenschappen
Het doorzichtig tot doorschijnende kleurloze, grijze, witte of blauwgroene edeniet heeft een witte streepkleur, een glasglans en de splijting is perfect volgens kristalvlak [110] en duidelijk volgens [010]. De gemiddelde dichtheid is 3,02 en de hardheid is 6. Het kristalstelsel is monoklien en het mineraal is niet radioactief.

## Naamgeving
Het mineraal edeniet is genoemd naar de plaats waar het voor het eerst beschreven is. 

## Voorkomen
Edeniet komt net als andere amfibolen voor in metamorfe en stollingsgesteenten. De typelocatie is Edenville, Orange County, New York, VS.